# クユニ＝マザルニ州
クユニ＝マザルニ州（英語: Cuyuni-Mazaruni）はガイアナの州のひとつ。州都はバルティカ。州の名称はクユニ川、マザルニ川に由来する。
全域がエセキボ地域に含まれており、ベネズエラが領有権を主張している。

## 隣接州
- バリマ＝ワイニ州
- ポメローン＝スペナーム州
- エセキボ諸島＝西デメララ州
- アッパー・デメララ＝ベルビセ州
- ポタロ＝シパルニ州
- ロライマ州
- ボリバル州

## 人口
国勢調査による人口の変遷
- 2012年 : 18,375人
- 2002年 : 17,597人
- 1991年 : 14,794人
- 1980年 : 14,390人

## コミュニティ
- Agatash
- Arau (Arau Village)
- バルティカ (Barteke)
- Imbaimadai
- Issano
- Isseneru
- Kamarang
- Kartabo
- Kurupung
- Kurututo
- Opadai
- Paruima (Paruima Mission)
- Pipillipai
- Saint Marys (Saint Mary's)
- Waramdan (Waramadong Village, Waramdan)
- Wineperu
- Wolga